# Z-100
Z-100 — ранний микрокомпьютер производства Zenith Data Systems. Фактически это был переименованный микрокомпьютер Heathkit H-100. Продавался в виде комплекта деталей Heathkit (незадолго до этого приобретенная компанией Zenith Electronics и ставшая Zenith Data Systems) H-100, что оставляло стадию конечной сборки компьютерным энтузиастам.
Компьютеры Z-100 в первой половине 1980-х годов, в эру персональных компьютеров, стали одной из первых альтернатив наследникам IBM PC/XT/AT или семействам компьютеров, завоевавшим рынок. Задумывался как семейство: Z-120 (модель «всё-в-одном», с монитором в корпусе), Z-110 (низкопрофильная модель), — был схож по размерам с корпусами IBM PC, XT или AT, но немного короче, и комплектовался приподнятой подставкой на верхней поверхности корпуса, предназначенной для предохранения от соскальзывания монитора вбок или назад. Обе модели имели встроенную клавиатуру, которая тактильно и внешне повторяла клавиатуру пишущей машинки IBM Selectric, наиболее распространенную модель офисной машины того времени. Клавиатура имела изумительные чувствительность и отдачу, по которым несколько выпусков сходил с ума колумнист и автор журнала Byte Джерри Пурнелль.
Технические характеристики:
- Два процессора: Intel 8085 и 8088
- В комплект поставки входили операционные системы CP/M и Z-DOS (не-IBM-овский вариант, совместимый с MS-DOS.)
- 5 слотов расширения на шине S-100
- Два дисковода флоппи-дисков размером 5,25 дюйма для работы с двусторонними 40-дорожечными дискетами ёмкостью 320 Кб. Так же был разъем, позволявший напрямую подключить внешний 8-дюймовый дисковод.
- 2 последовательных порта (на микросхеме 2661 UART), 1 порт Centronics для принтера (дискретные микросхемы TTL), порт для светового пера.
- Монитор 640 на 225 пикселей. 8-цветный (в низкопрофильной модели) или монохромный с возможностью улучшения до 8 оттенков серого (модель «все-в-одном»).
- 128К ОЗУ, расширяемые до 192К на материнской плате и до 768К через S-100 карты. (Видео-память выше 768К разбивалась на страницы по 64К).

Z-100 был частично совместим с IBM PC, используя стандартный флоппи-дисковод. Работал под управлением не-IBM-овской версией MS-DOS, поэтому позволял запускать программы для MS-DOS. Но большинство коммерческого ПО для персональных компьютеров, использовали расширения IBM BIOS и не работали. Несколько компаний предлагали программные и аппаратные решения для запуска немодифицированных программ для IBM PC на Z-100.
Z-100 по графическим возможностям превосходил современные ему CGA (монохромный растровый 640 на 200 или 4-цветный 320 на 200), MDA (80 на 25 только текстовый режим) и даже Hercules (монохромный 720 на 348). Ранние версии AutoCAD выпускались для Z-100 из-за его передовых графических возможностей.
Производители запчастей также выпускали модификации для расширения памяти на материнской плате и позволяли установку математического сопроцессора Intel 8087.
В 1983 году Технологический колледж Кларксона (сейчас Университет Кларксона) потребовал от всех первокурсников покупать Z-100 в качестве вступительных требований, что сделало его одним из первых учреждений обязавших студентов иметь собственный компьютер.